# Трновец (Скалица)
Трновец (слч. Trnovec) насељено је мјесто са административним статусом сеоске општине (слч. obec) у округу Скалица, у Трнавском крају, Словачка Република.

## Становништво
| Година:    | 1994. | 2004.   | 2014.   | 2024.   |
| ---------- | ----- | ------- | ------- | ------- |
| Број људи: | 331   | 316     | 315     | 290     |
| Разлика:   |       | -4,53 % | -0,31 % | -7,93 % |

| Година:    | 2023. | 2024. |
| ---------- | ----- | ----- |
| Број људи: | 290   | 290   |
| Разлика:   |       | +0 %  |

Према подацима о броју становника из 2024. године насеље је имало 290 становника.